# FC Brakel
FC Brakel was een Belgische voetbalclub uit het dorp Brakel. De club sloot in 1942 aan bij de KBVB met stamnummer 3440.
In 2011 werd de club door de KBVB van de bondslijsten geschrapt omdat 3000€ schulden niet tijdig betaald konden worden.

## Geschiedenis
De club werd in 1942 opgericht door Albert van Wielendaele en Hubert De Geeter, een ex-wielrenner. Men koos voor de naam FC Roode Duivels Nederbrakel, maar die naam mocht men van de KBVB niet gebruiken, dus sloot men aan onder de naam FC Nederbrakel. Onder die naam speelde men tot 1971, toen de verkorte naam FC Brakel werd aangenomen.
Tot de jaren zestig speelde men op het terrein aan de Koningsbronnen, maar toen mocht men daar van het gelijknamige bedrijf niet langer blijven en verhuisde men naar de Watermolenstraat, dat ging niet zonder problemen, want het nieuwe terrein werd afgekeurd door de bond en FC Brakel moest uitwijken naar Zegelsem en Sint-Martens-Lierde. Pas in 1969 was het terrein speelklaar voor officiële wedstrijden.
De club deed het sportief erg goed, in 1946 promoveerde men een eerste keer kortstondig naar de hoogste provinciale reeks, wat in 1957 nog eens werd overgedaan. Langer dan één seizoen in Eerste Provinciale blijven, lukte voor het eerst tussen 1963 en 1970 en nogmaals tussen 1976 en 1981. Het was de sportieve glorieperiode van de club, de derby's met dorpsrivaal Olsa Brakel werden door honderden toeschouwers bijgewoond.
In 1982-1983 speelde FC Brakel voor het laatst in de hoogste provinciale afdeling, de club kwam in de schaduw te staan van Olsa, dat naar nationale zou stijgen, terwijl FC vanaf 1997 niet hoger dan Derde Provinciale meer raakte, in drie seizoenen moest zelfs in Vierde Provinciale worden aangetreden.
In 2011 kon de club zijn uitgaven niet meer bekostigen en werd door de KBVB van de bondslijsten geschrapt.